# Magliano in Toscana
Magliano in Toscana là một đô thị ở tỉnh Grosseto thuộc vùng Tuscany, nằm ở vị trí cách khoảng 130 km về phía nam của Florence và khoảng 25 km về phía đông nam của Grosseto. Tại thời điểm ngày 31 tháng 12 năm 2004, đô thị này có dân số 3.747 người và diện tích là 251,3 km².
Đô thị Magliano in Toscana có các frazioni (đơn vị cấp dưới, chủ yếu là thôn làng) Montiano and Pereta.
Magliano in Toscana giáp các đô thị sau: Grosseto, Manciano, Orbetello, Scansano.